# Du Maurier Open 2000
Du Maurier Open 2000 — тенісний турнір, що проходив на відкритих кортах з твердим покриттям. Це був 111-й турнір, що того року мав назву du Maurier Open. Належав до серії Мастерс в рамках Туру ATP 2000, а також до серії Tier I в рамках Туру WTA 2000. Чоловічий турнір відбувся в National Tennis Centre у Торонто (Канада) з 31 липня до 6 серпня 2000 року, а жіночий - на du Maurier Stadium у Монреалі (Канада) з 14 до 20 серпня 2000 року.

## Фінальна частина

### Одиночний розряд, чоловіки
Марат Сафін —  Харел Леві, 6–2, 6–3
- Для Сафіна це був 3-й титул за сезон і 4-й - за кар'єру. Це був його перший титул Мастерс.

### Одиночний розряд, жінки
Мартіна Хінгіс —  Серена Вільямс, 0–6, 6–3, 3–0 знялася
- Для Хінгіс це був 5-й титул за сезон і 31-й - за кар'єру. Це був її 3-й титул Tier I за сезон і 12-й - за кар'єру. Це була її друга перемога на цьому турнірі.

### Парний розряд, чоловіки
Себастьян Ларо /  Деніел Нестор —  Джошуа Ігл /  Ендрю Флорент, 6–3, 7–6(7–3)

### Парний розряд, жінки
Мартіна Хінгіс /  Наталі Тозья —  Жюлі Алар-Декюжі /  Ай Суґіяма, 6–3, 3–6, 6–4